# Dumitru Braghiș
Dumitru Braghiş, född 1957 i Chişinău, Moldavien, är en moldavisk politiker. Han var Moldaviens premiärminister 21 december 1999-19 april 2001. Braghiş har därefter suttit i parlamentet som representant för Vårt Moldavien.